# BAFTA (премия, 2017)
70-я церемония вручения наград премии BAFTA за заслуги в области британского и международного кинематографа за 2016 год состоялась 12 февраля 2017 года в концертном зале Альберт-холл. Церемония транслировалась на канале BBC One, ведущим церемонии в 12-й раз стал Стивен Фрай.
Номинанты были объявлены 10 января 2017 года.

## Список лауреатов и номинантов
Количество наград/номинаций:
- 5/11: Ла-Ла Ленд
- 1/9: Прибытие
- 0/9: Под покровом ночи
- 2/6: Манчестер у моря
- 2/5: Лев
- 1/5: По соображениям совести, Я, Дэниел Блейк, Фантастические твари и где они обитают
- 1/4: Флоренс Фостер Дженкинс
- 0/4: Лунный свет
- 1/3: Джеки
- 0/3: Любой ценой, Доктор Стрэндж

| Победители выделены отдельным цветом. |

### Основные категории
| Категории                                | Номинанты |
| ---------------------------------------- | --- |
| Лучший фильм                             | • «Ла-Ла Ленд» — Фред Бергер, Джордан Хоровиц, Марк Платт                                                           |
| Лучший фильм                             | • «Лунный свет» — Деде Гарднер, Джереми Клайнер, Адель Романски                                                     |
| Лучший фильм                             | • «Манчестер у моря» — Лорен Бек, Мэтт Деймон, Крис Мур, Кимберли Стюарт, Кевин Джей Уолш                           |
| Лучший фильм                             | • «Прибытие» — Шон Леви, Дэн Левайн, Аарон Райдер, Дэвид Линд                                                       |
| Лучший фильм                             | • «Я, Дэниел Блейк» — Ребекка О’Брайен                                                                              |
| Лучший британский фильм                  | • «Я, Дэниел Блейк» — Ребекка О’Брайен, Пол Лаверти, Кен Лоуч                                                       |
| Лучший британский фильм                  | • «Американская милашка» — Андреа Арнольд, Ларс Кнудсен, Пуйя Шахбазиан, Джей Ван Хой                               |
| Лучший британский фильм                  | • «В тени» — Бабак Анвари, Эмили Лео, Оливер Роскилл, Лакен Тох                                                     |
| Лучший британский фильм                  | • «Записки о слепоте» — Питер Миддлтон, Джеймс Спинни, Майк Бретт, Джо-Джо Эллисон, Стив Джеймисон                  |
| Лучший британский фильм                  | • «Отрицание» — Мик Джексон, Гэри Фостер, Расс Краснофф, Дэвид Хэйр                                                 |
| Лучший британский фильм                  | • «Фантастические твари и где они обитают» — Дэвид Йейтс, Дэвид Хейман, Дж. К. Роулинг, Стив Кловис, Лайонел Уигрэм |
| Лучший неанглоязычный фильм              | • «Сын Саула» — Ласло Немеш, Габор Шипош (Венгрия)                                                                  |
| Лучший неанглоязычный фильм              | • «Дипан» — Жак Одиар, Паскаль Кочето (Франция)                                                                     |
| Лучший неанглоязычный фильм              | • «Джульетта» — Педро Альмодовар, Агустин Альмодовар (Испания)                                                      |
| Лучший неанглоязычный фильм              | • «Мустанг» — Дениз Гамзе Эргювен, Шарль Жиллибер (Франция/Турция/Германия)                                         |
| Лучший неанглоязычный фильм              | • «Тони Эрдманн» — Марен Аде, Джанин Джековски (Германия/Австрия)                                                   |
| Лучшая режиссёрская работа               | • Дэмьен Шазелл — «Ла-Ла Ленд»                                                                                      |
| Лучшая режиссёрская работа               | • Том Форд — «Под покровом ночи»                                                                                    |
| Лучшая режиссёрская работа               | • Кен Лоуч — «Я, Дэниел Блейк»                                                                                      |
| Лучшая режиссёрская работа               | • Кеннет Лонерган — «Манчестер у моря»                                                                              |
| Лучшая режиссёрская работа               | • Дени Вильнёв — «Прибытие»                                                                                         |
| Лучший актёр                             | • Кейси Аффлек — «Манчестер у моря»                                                                                 |
| Лучший актёр                             | • Эндрю Гарфилд — «По соображениям совести»                                                                         |
| Лучший актёр                             | • Райан Гослинг — «Ла-Ла Ленд»                                                                                      |
| Лучший актёр                             | • Джейк Джилленхол — «Под покровом ночи»                                                                            |
| Лучший актёр                             | • Вигго Мортенсен — «Капитан Фантастик»                                                                             |
| Лучшая актриса                           | • Эмма Стоун — «Ла-Ла Ленд»                                                                                         |
| Лучшая актриса                           | • Эми Адамс — «Прибытие»                                                                                            |
| Лучшая актриса                           | • Эмили Блант — «Девушка в поезде»                                                                                  |
| Лучшая актриса                           | • Натали Портман — «Джеки»                                                                                          |
| Лучшая актриса                           | • Мерил Стрип — «Флоренс Фостер Дженкинс»                                                                           |
| Лучший актёр второго плана               | • Дев Патель — «Лев»                                                                                                |
| Лучший актёр второго плана               | • Махершалалхашбаз Али — «Лунный свет»                                                                              |
| Лучший актёр второго плана               | • Джефф Бриджес — «Любой ценой»                                                                                     |
| Лучший актёр второго плана               | • Хью Грант — «Флоренс Фостер Дженкинс»                                                                             |
| Лучший актёр второго плана               | • Аарон Тейлор-Джонсон — «Под покровом ночи»                                                                        |
| Лучшая актриса второго плана             | • Виола Дэвис — «Ограды»                                                                                            |
| Лучшая актриса второго плана             | • Николь Кидман — «Лев»                                                                                             |
| Лучшая актриса второго плана             | • Хейли Сквайрс — «Я, Дэниел Блейк»                                                                                 |
| Лучшая актриса второго плана             | • Мишель Уильямс — «Манчестер у моря»                                                                               |
| Лучшая актриса второго плана             | • Наоми Харрис — «Лунный свет»                                                                                      |
| Лучший анимационный полнометражный фильм | • «Кубо. Легенда о самурае» — Трэвис Найт                                                                           |
| Лучший анимационный полнометражный фильм | • «В поисках Дори» — Эндрю Стэнтон                                                                                  |
| Лучший анимационный полнометражный фильм | • «Зверополис» — Байрон Ховард, Рич Мур                                                                             |
| Лучший анимационный полнометражный фильм | • «Моана» — Рон Клементс, Джон Маскер                                                                               |
| Лучший оригинальный сценарий             | • Кеннет Лонерган — «Манчестер у моря»                                                                              |
| Лучший оригинальный сценарий             | • Дэмьен Шазелл — «Ла-Ла Ленд»                                                                                      |
| Лучший оригинальный сценарий             | • Барри Дженкинс — «Лунный свет»                                                                                    |
| Лучший оригинальный сценарий             | • Тейлор Шеридан — «Любой ценой»                                                                                    |
| Лучший оригинальный сценарий             | • Пол Лаверти — «Я, Дэниел Блейк»                                                                                   |
| Лучший адаптированный сценарий           | • Люк Дэвис — «Лев»                                                                                                 |
| Лучший адаптированный сценарий           | • Том Форд — «Под покровом ночи»                                                                                    |
| Лучший адаптированный сценарий           | • Эндрю Найт, Роберт Шенккан — «По соображениям совести»                                                            |
| Лучший адаптированный сценарий           | • Эрик Хайссерер — «Прибытие»                                                                                       |
| Лучший адаптированный сценарий           | • Эллисон Шредер, Теодор Мелфи — «Скрытые фигуры»                                                                   |

### Другие категории
| Категории                                                    | Номинанты |
| ------------------------------------------------------------ | --- |
| Лучшая музыка к фильму                                       | • «Ла-Ла Ленд» — Джастин Гурвиц |
| Лучшая музыка к фильму                                       | • «Прибытие» — Йохан Йоханнссон |
| Лучшая музыка к фильму                                       | • «Джеки» — Мика Ливай |
| Лучшая музыка к фильму                                       | • «Лев» — Дастин О’Хэллоран, Хаушка |
| Лучшая музыка к фильму                                       | • «Под покровом ночи» — Абель Коженёвский                                                                                               |
| Лучшая операторская работа                                   | • «Ла-Ла Ленд» — Линус Сандгрен |
| Лучшая операторская работа                                   | • «Лев» — Грег Фрейзер |
| Лучшая операторская работа                                   | • «Любой ценой» — Джайлс Наттгенс |
| Лучшая операторская работа                                   | • «Под покровом ночи» — Шеймас Макгарви                                                                                                 |
| Лучшая операторская работа                                   | • «Прибытие» — Брэдфорд Янг |
| Лучшие визуальные эффекты                                    | • «Книга джунглей» — Роберт Легато, Дэн Леммон, Эндрю Р. Джонс, Адам Валдез                                                             |
| Лучшие визуальные эффекты                                    | • «Прибытие» — Луис Морин |
| Лучшие визуальные эффекты                                    | • «Доктор Стрэндж» — Ричард Блафф, Стефан Серетти, Пол Корбоулд, Джонатан Фокнер                                                        |
| Лучшие визуальные эффекты                                    | • «Фантастические твари и где они обитают» — Тим Бёрк, Пабло Грилло, Кристиан Манц, Дэвид Уоткинс                                       |
| Лучшие визуальные эффекты                                    | • «Изгой-один. Звёздные войны: Истории» — Нил Корбоулд, Хэл Т. Хикель, Моэн Лео, Джон Нолл, Найджел Самнер                              |
| Лучший грим и причёски                                       | • «Флоренс Фостер Дженкинс» — Дж. Рой Хелланд, Дэниел Филлипс                                                                           |
| Лучший грим и причёски                                       | • «Доктор Стрэндж» — Джереми Вудхед |
| Лучший грим и причёски                                       | • «Изгой-один. Звёздные войны: Истории» — Аманда Найт, Нил Скэнлан, Лиза Томблин                                                        |
| Лучший грим и причёски                                       | • «Под покровом ночи» — Дональд Моуэт, Иоланда Туссьенг                                                                                 |
| Лучший грим и причёски                                       | • «По соображениям совести» — Шейн Томас                                                                                                |
| Лучшая работа художника-постановщика                         | • «Фантастические твари и где они обитают» — Стюарт Крэйг, Анна Пиннок                                                                  |
| Лучшая работа художника-постановщика                         | • «Да здравствует Цезарь!» — Джесс Гончор, Нэнси Хэй                                                                                    |
| Лучшая работа художника-постановщика                         | • «Доктор Стрэндж» — Чарльз Вуд, Джон Буш                                                                                               |
| Лучшая работа художника-постановщика                         | • «Ла-Ла Ленд» — Дэвид и Сэнди Рейнольдс-Уоско                                                                                          |
| Лучшая работа художника-постановщика                         | • «Под покровом ночи» — Шейн Валентино, Мег Эверист                                                                                     |
| Лучший дизайн костюмов                                       | • «Джеки» — Мадлен Фонтейн |
| Лучший дизайн костюмов                                       | • «Ла-Ла Ленд» — Мэри Зофрис |
| Лучший дизайн костюмов                                       | • «Союзники» — Джоанна Джонстон |
| Лучший дизайн костюмов                                       | • «Фантастические твари и где они обитают» — Коллин Этвуд                                                                               |
| Лучший дизайн костюмов                                       | • «Флоренс Фостер Дженкинс» — Консолата Бойл                                                                                            |
| Лучший монтаж                                                | • «По соображениям совести» — Джон Гилберт                                                                                              |
| Лучший монтаж                                                | • «Ла-Ла Ленд» — Том Кросс |
| Лучший монтаж                                                | • «Манчестер у моря» — Дженнифер Лейм                                                                                                   |
| Лучший монтаж                                                | • «Под покровом ночи» — Джоан Собел |
| Лучший монтаж                                                | • «Прибытие» — Джо Уокер |
| Лучший звук                                                  | • «Прибытие» — Сильвен Бельмар, Клод Ла Хэй, Бернар Гарьепи Стробл                                                                      |
| Лучший звук                                                  | • «Глубоководный горизонт» — Дрор Моар, Майк Прествуд Смит, Уилли Стейтмен, Дэвид Уаймен                                                |
| Лучший звук                                                  | • «Ла-Ла Ленд» — Энди Нелсон, Ай-Линг Ли, Стивен Морроу, Милдред Иэтру Морган                                                           |
| Лучший звук                                                  | • «По соображениям совести» — Кевин О’Коннелл, Энди Райт, Роберт Маккензи, Питер Грейс                                                  |
| Лучший звук                                                  | • «Фантастические твари и где они обитают» — Нив Адири, Гленн Фримантл, Саймон Хэйс, Энди Нелсон, Иэн Тэпп                              |
| Лучший документальный фильм                                  | • «Тринадцатая» — Ава Дюверней |
| Лучший документальный фильм                                  | • «The Beatles: Восемь дней в неделю» — Рон Ховард                                                                                      |
| Лучший документальный фильм                                  | • The Eagle Huntress — Отто Бел, Стейси Райсс                                                                                           |
| Лучший документальный фильм                                  | • Notes on Blindness — Питер Миддлтон, Джеймс Спинни                                                                                    |
| Лучший документальный фильм                                  | • Weiner — Джош Кригмен, Элиз Стайнберг                                                                                                 |
| Лучший короткометражный фильм                                | • Home — Шпэт Деда, Афолаби Кути, Дэниэл Маллой, Скотт О’Доннелл                                                                        |
| Лучший короткометражный фильм                                | • Consumed — Ричард Джон Сеймур |
| Лучший короткометражный фильм                                | • Mouth of Hell — Барт Гэвиган, Самир Механович, Эйли Смит, Майкл Уилсон                                                                |
| Лучший короткометражный фильм                                | • The Party — Фарах Абушвеша, Эммет Флеминг, Андреа Харкин, Конор МакНилл                                                               |
| Лучший короткометражный фильм                                | • Standby — Джек Хэннон, Шарлотт Риган                                                                                                  |
| Лучший анимационный короткометражный фильм                   | • A Love Story — Халед Гад, Анушка Кишани Наанаяккара, Елена Раском-Кинг                                                                |
| Лучший анимационный короткометражный фильм                   | • The Alan Dimension — Джек Клинч, Джонатан Харботтл, Милли Марш                                                                        |
| Лучший анимационный короткометражный фильм                   | • Tough — Дженнифер Женг |
| Лучший дебют британского сценариста, режиссёра или продюсера | • Бабак Анвари (сценарист, режиссёр), Эмили Лео, Оливер Роскилл, Лакен Тох (продюсеры) — «В тени»                                       |
| Лучший дебют британского сценариста, режиссёра или продюсера | • Майк Кэри (сценарист), Камилль Гатин (продюсер) — «Новая эра Z»                                                                       |
| Лучший дебют британского сценариста, режиссёра или продюсера | • Джордж Ампонса (сценарист, режиссёр, продюсер), Дайонн Уокер (сценарист, продюсер) — «The Hard Stop»                                  |
| Лучший дебют британского сценариста, режиссёра или продюсера | • Питер Миддлтон (сценарист, режиссёр, продюсер), Джеймс Спинни (сценарист, режиссёр), Джо-Джо Эллисон (продюсер) — «Записки о слепоте» |
| Лучший дебют британского сценариста, режиссёра или продюсера | • Джон Доннелли (сценарист), Бен Уильямс (режиссёр) — «Пас» (англ.)                                                                     |
| Восходящая звезда                                            | • Том Холланд |
| Восходящая звезда                                            | • Лаия Коста |
| Восходящая звезда                                            | • Рут Негга |
| Восходящая звезда                                            | • Аня Тейлор-Джой |
| Восходящая звезда                                            | • Лукас Хеджес |

## Специальные награды

### BAFTA Academy Fellowship Award
- Мел Брукс

### Премия BAFTA за выдающийся британский вклад в кинематограф
- Сеть кинотеатров Curzon